# نبرد شیجوناواته
نبرد شیجوناواته (به ژاپنی: 四條畷の戰い)، نبردی در ۴ فوریه. ۱۳۴۸، در دوره نانبوکوچو تاریخ ژاپن بود و در یوشینو، نارا رخ داد. این جنگ بین ارتش‌های دربار شمالی و دربار جنوبی ژاپن انجام شد.